# فريدريك غريفيث
فريدريك غريفيث (بالإنجليزية: Frederick Griffith)‏ (1877-1941) هو عالم جراثيم بريطاني انصب تركيزه على الدور الوبائي والمرضي لبكتريا ذات الرئة. في يناير 1928 أعلن عن ما يُعرف الآن بتجربة غريفيث، أول كشف مقبول على نطاق واسع لتحول البكتريا، وفيها يتغير شكل البكتريا ووظيفتها.
أظهر غريفيث أن المكورة الرؤية المسؤولة عن حالات عديدة من ذات الرئة الفصي يمكن أن تتحول من سلالة إلى سلالة مختلفة. نُسب الاكتشاف إلى مبدأ تحول أو عامل تحول غير معروف. عُرف هذا المبدأ لاحقًا بأنه الحمض النووي منقوص الأكسجين (دنا). كان غريفيث باحثًا حذرًا ومتبحرًا، وشخصًا كتومًا، كان اتجاه غريفيث نحو نشر النتائج التي يعتقد بصحتها ونجاعتها، وأكِدت نتائج غريفيث بسرعة من قبل باحثين في مختبر أفيري. كان اكتشافه إحدى أوائل الاكتشافات التي تؤكد على الدور المركزي للدنا في الوراثة.

## نشأته
ولد فريدريك غريفيث في بريسكوت، ميرسيسايد (سابقًا في تشيشاير) إنجلترا، في أواخر عام 1877 (ربع ديسمبر المسجل في بريسكوت، منطقة تسجيل لانكشاير، المجلد 8 ب، الصفحة 670)، وارتاد جامعة ليفربول. بعد ذلك، عمل في مستشفى ليفربول الملكي، ومختبر جوزيف تاي، واللجنة الملكية لمكافحة السل. في عام 1910، عُين فريد غريفيث من قبل مجلس الحكومة المحلية.

## مكتب وزارة الصحة
خلال الحرب العالمية الأولى (1914-1918)، عّينت الحكومة الوطنية، وهي حكومة المملكة المتحدة، مختبر مجلس الحكومة المحلية، وأصبح مختبر الأمراض التابع لوزارة الصحة -حيث كان غريفيث مسؤولًا طبيًا. أنفقت حكومة المملكة المتحدة الأموال بشكل مقتصد على المختبر، الذي ظل أساسيًا للغاية، رغم أن غريفيث وزميله ويليام م. سكوت، يمكن أن يقدموا أكثر باستخدام قصدير الكيروسين وموقد أولي مما يمكن أن يفعله معظم الرجال بقصر.
أرسِل لغريفيث عينات من المكورات الرئوية المأخوذة من المرضى في جميع أنحاء البلاد، وجمع عددًا كبيرًا، وكتب -وبعبارة أخرى صنف- كل عينة من المكورات الرئوية للبحث عن أنماط وبائية للالتهاب الرئوي ، وجرب غريفيث على الفئران لتحسين فهم علم الأمراض. أجرى غريفيث التجارب المحورية -في الواقع العديد من التجارب- خلال عشرينيات القرن العشرين.
مع اندلاع الحرب العالمية الثانية (1939-1945)، توسع المختبر ليشمل خدمة مختبرات الصحة العامة للطوارئ.

## تجربة غريفيث
المكورات الرئوية لها شكلان عامان؛ القاسي آر والسلس إس. يكون شكل إس أكثر حدة، ويحمل كبسولة، وهي عبارة عن طبقة متعدد السكاريد الزلقة -خارج جدار خلية الببتيدوغليكان الشائعة بين جميع البكتيريا الكلاسيكية- وتمنع البلعمة الفعالة بواسطة الخلايا المناعية الفطرية للمضيف. عند الحقن تحت الجلد بالشكل إس، استسلمت الفئران للالتهاب الرئوي والموت في غضون عدة أيام. ومع ذلك، فإن الشكل آر، الذي يفتقر إلى الكبسولة -حيث يكون سطحه الخارجي جدارًا خلويًا- عديم النسبية، ولا يسبب الالتهاب الرئوي في كثير من الحالات.
عندما حقن غريفيث الشكل إس في الفئران، كما هو متوقع، لم يحدث أي مرض. عندما حُقنت الفئران بمزيج من إس المقتول بالحرارة وآر الحي، تلا ذلك الالتهاب الرئوي والموت. تحول الشكل آر الحي إلى الشكل إس -وتكرر على هذا النحو- غالبًا ما يوصَف هذا التحول بأنها تجربة غريفيث. بشكل أكثر دقة، أشارت النقطة السادسة من تقارير غريفيث إلى أن الشكل آر يميل إلى التحول إلى الشكل إس إذا حُقن كمية كبيرة من آر الحية وحدها، وأن إضافة الكثير من الشكل إس المقتول بالحرارة جعل التحول أكيدًا، قد يكون غريفيث تسبب أيضًا في بعض المكورات الرئوية للتحول ذهابًا وإيابًا.